# LXグループ
LXグループ（LX Group）は大韓民国の企業グループである。

## 概要
2021年にLGグループ内の4社が分離、持ち株会社として新たにLXホールディングスを傘下としたグループ会社を設立。

## グループ企業
- LXホールディングス
- LXインターナショナル
- LXパントス
- LXハウシス
- LXセミコン
- LX MMA

## 関連企業
- LGグループ
- LSグループ
- LIGグループ

## ブランドスローガン
スローガンとして「Link for next」を採用している。